# Eutolmus apiculatus
Eutolmus apiculatus là một loài ruồi trong họ Asilidae. Eutolmus apiculatus được Loew miêu tả năm 1848. Loài này phân bố ở vùng Cổ Bắc giới và châu Á.